# Cophixalus mcdonaldi
Cophixalus mcdonaldi är en groddjursart som beskrevs av Richard G. Zweifel 1985. Cophixalus mcdonaldi ingår i släktet Cophixalus och familjen Microhylidae. IUCN kategoriserar arten globalt som starkt hotad. Inga underarter finns listade i Catalogue of Life.